# Alan Velasco
Alan Agustín Velasco (Berazategui, Buenos Aires, 27 de julio de 2002) es un futbolista argentino. Se desempeña como extremo o mediapunta y su equipo actual es Boca Juniors de la Liga Profesional de Fútbol.

## Trayectoria

### Independiente
Velasco en sus inicios jugaba en San Juan club de barrio después entró en las inferiores del Club Atlético Independiente en 2012. Fue promovido al primer equipo a finales de la temporada 2018-19; estuvo en el banco el 21 de mayo de 2019 en el encuentro contra el Rionegro Águilas por la Copa Sudamericana. Debutó por Independiente el 29 de mayo de 2019 en el segundo encuentro contra Rionegro en el Estadio Libertadores de América, como suplente en el alargue de Benicio Ruiz.
Debutó en la Primera División de Argentina el 7 de diciembre de 2019 en la derrota por 0-1 contra Banfield.

### F. C. Dallas
El 1 de febrero de 2022 se oficializó su traspaso al F. C. Dallas de la MLS a cambio de 7.000.000 de dólares libre de impuestos, siendo la compra récord de este club.

### Boca Juniors
El 23 de enero de 2025, Velasco fue presentado por Juan Román Riquelme como refuerzo de Boca Juniors firmando un contrato por cuatro años. El Xeneize pagó un total de 10.000.000 dólares al F. C. Dallas por el 90% de la ficha del jugador. El 26 de enero, tan solo tres días después, Velasco debutó con la camiseta de Boca, ingresando en el segundo tiempo en el empate por 0-0 frente a Argentinos Juniors. El 25 de febrero, ingresó en la victoria de Boca Juniors frente a Alianza Lima (2-1) por la fase preliminar de la Copa Libertadores 2025 y erró el penal número 5 de la tanda definitiva que dejó afuera al Xeneize.
EL 17 de agosto de 2025, marcó su primer gol con la camiseta de Boca, lo que significó el gol mas importante de su carrera.

## Selección nacional
Velasco fue internacional juvenil por la selección sub-15 de Argentina.

### Sub-17
Con la selección sub-17 de Argentina jugó el Campeonato Sudamericano de Fútbol Sub-17 de 2019 en Perú, Velasco jugó cuatro encuentros y anotó un gol en el campeonato que Argentina se coronó campeón. Ese año fue citado por Pablo Aimar para jugar la Copa Mundial de Fútbol Sub-17 de 2019 en Brasil.
| Torneo                                   | Sede | Resultado | Partidos | Goles |
| ---------------------------------------- | ---- | --------- | -------- | ----- |
| Campeonato Sudamericano de Fútbol Sub-17 | Perú | Campeón   | 3        | 1     |

| Torneo                             | Sede   | Resultado        | Partidos | Goles |
| ---------------------------------- | ------ | ---------------- | -------- | ----- |
| Copa Mundial de Fútbol Sub-17 2019 | Brasil | Octavos de final | 2        | 0     |

## Estadísticas

### Clubes
Actualizado al último partido jugado el 17 de agosto de 2025.
| Club                          | Div.          | Temporada     | Liga  | Liga  | Liga   | Copas nacionales | Copas nacionales | Copas nacionales | Torneos internacionales | Torneos internacionales | Torneos internacionales | Total | Total | Total  |
| Club                          | Div.          | Temporada     | Part. | Goles | Asist. | Part.            | Goles            | Asist.           | Part.                   | Goles                   | Asist.                  | Part. | Goles | Asist. |
| ----------------------------- | ------------- | ------------- | ----- | ----- | ------ | ---------------- | ---------------- | ---------------- | ----------------------- | ----------------------- | ----------------------- | ----- | ----- | ------ |
| C. A. Independiente Argentina | 1.ª           | 2019-20       | 4     | 0     | 0      | 1                | 0                | 0                | 10                      | 1                       | 2                       | 15    | 1     | 2      |
| C. A. Independiente Argentina | 1.ª           | 2020          | —     | —     | —      | 10               | 5                | 1                | —                       | —                       | —                       | 10    | 5     | 1      |
| C. A. Independiente Argentina | 1.ª           | 2021          | 24    | 1     | 5      | 12               | 0                | 0                | 8                       | 1                       | 2                       | 44    | 2     | 7      |
| C. A. Independiente Argentina | Total club    | Total club    | 28    | 1     | 5      | 23               | 5                | 1                | 18                      | 2                       | 4                       | 69    | 8     | 10     |
| F. C. Dallas Estados Unidos   | 1.ª           | 2022          | 28    | 7     | 5      | 2                | 0                | 0                | —                       | —                       | —                       | 30    | 7     | 5      |
| F. C. Dallas Estados Unidos   | 1.ª           | 2023          | 29    | 4     | 2      | 1                | 0                | 0                | 4                       | 2                       | 0                       | 34    | 6     | 2      |
| F. C. Dallas Estados Unidos   | 1.ª           | 2024          | 8     | 2     | 0      | —                | —                | —                | —                       | —                       | —                       | 8     | 2     | 0      |
| F. C. Dallas Estados Unidos   | Total club    | Total club    | 65    | 13    | 7      | 3                | 0                | 0                | 4                       | 2                       | 0                       | 72    | 15    | 7      |
| C. A. Boca Juniors Argentina  | 1.ª           | 2025          | 18    | 1     | 0      | 1                | 0                | 0                | 5                       | 0                       | 1                       | 24    | 1     | 1      |
| C. A. Boca Juniors Argentina  | Total club    | Total club    | 18    | 1     | 0      | 1                | 0                | 0                | 5                       | 0                       | 1                       | 24    | 1     | 1      |
| Total carrera                 | Total carrera | Total carrera | 111   | 15    | 12     | 27               | 5                | 1                | 27                      | 4                       | 5                       | 165   | 24    | 18     |
| 1. 2. 3.                      |               |               |       |       |        |                  |                  |                  |                         |                         |                         |       |       |        |

### Selección nacional
Actualizado de acuerdo al último partido jugado el 8 de noviembre de 2019
| Selección         | Año               | Amistosos | Amistosos | Amistosos | Eliminatorias | Eliminatorias | Eliminatorias | Continental | Continental | Continental | Mundial | Mundial | Mundial | Total | Total | Total  |
| Selección         | Año               | Part.     | Goles     | Asist.    | Part.         | Goles         | Asist.        | Part.       | Goles       | Asist.      | Part.   | Goles   | Asist.  | Part. | Goles | Asist. |
| ----------------- | ----------------- | --------- | --------- | --------- | ------------- | ------------- | ------------- | ----------- | ----------- | ----------- | ------- | ------- | ------- | ----- | ----- | ------ |
| Sub-17 Argentina  | 2019              | —         | —         | —         | —             | —             | —             | 3           | 1           | 0           | 2       | 0       | 1       | 5     | 1     | 1      |
| Sub-17 Argentina  | Total             | 0         | 0         | 0         | 0             | 0             | 0             | 3           | 1           | 0           | 2       | 0       | 1       | 5     | 1     | 1      |
| Total selecciones | Total selecciones | 0         | 0         | 0         | 0             | 0             | 0             | 3           | 1           | 0           | 2       | 0       | 1       | 5     | 1     | 1      |

## Palmarés

### Títulos internacionales
| Torneo              | Club                       | Sede | Año  |
| ------------------- | -------------------------- | ---- | ---- |
| Sudamericano Sub-17 | Selección Argentina sub-17 | Perú | 2019 |

(*) Incluyendo la selección